# Jiří Trávníček
Jiří Trávníček (* 9. února 1960, Vyškov) je literární teoretik, historik a kritik zabývající se moderní českou literaturou, interpretací a hermeneutikou, teorií literatury a výzkumy čtenářské kultury.

## Životopis
Jiří Trávníček se narodil roku 1960 ve Vyškově do rodiny vysokoškolského učitele. V letech 1979–1984 studoval FF UJEP (dnes MU) se zaměřením na češtinu a historii. Své studium úspěšně zakončil diplomovou prací Působení Jana Skácela v Rovnosti v letech 1945–1952. Roku 1987 se stal odborným pracovníkem brněnské pobočky Ústavu pro českou a světovou literaturu ČSAV, následně v září 1989 přešel do oddělení teorie ÚČSL v Praze. V letech 1991–2003 se stal vyučujícím na katedře české a slovenské literatury a literární vědy (dnes Ústav české literatury a knihovnictví) Filozofické fakulty MU v Brně aby se později v letech 1997–2003 stal jejím vedoucím. Zde přednášel o současné české literatuře a teorii literatury. Roku 1991–1992 se navrátil opět do studijních let, kdy postgraduálně studoval na University of London School of Slavonic and East European Studies. Díky tomuto studijnímu pobytu vzešla práce Language as Memory. Two Czech Poets in Exile: Ivan Jelínek and Ivan Blatný. Za tuto práci získal titul M. A. (Master of Arts). Roku 1996 se za svou práci Poezie poslední možnosti stal docentem. V roce 2003 začal pracovat v Ústavu pro českou literaturu AV ČR v oddělení teorie prózy. Pár let na to, roku 2007 pak přešel do oddělení pro výzkum literární kultury. Tohoto roku se také stal zástupcem ředitele pro brněnské pracoviště ÚČL AV ČR. Od roku 2003 také vyučuje na FF KU v Praze, kde byl roku 2005 jmenován profesorem. Jiří Trávníček je ženatý a má dvě dcery.

## Ocenění
V lednu 2024 získal Cenu města Brna za rok 2023 za přínos v oblasti společenských věd.

## Dílo
Jiří Trávníček publikuje od roku 1980, kdy v době svého studia přispíval do brněnských studentských časopisů. Tyto své rané příspěvky vždy podepisoval pseudonymy Gapriel Poupě-Nerozvité či Prozan Kliotić. Do konce 80. let přispíval také do samizdatových periodik Kritický sborník a Revue 88. Zde také publikoval pod krycími jmény Řehoř Hejhula či jen t, trv nebo travenius. Roku 1996 se stal členem redakční rady časopisu Host a roku 2003 časopisu Česká literatura. Zpočátku se jeho zájem zaobíral spíše na soudobou básnickou produkci, později se však přenesl na literární tvorbu vybraných básníků Ivana Blatného, Oldřicha Mikuláška, Jana Skácela a Ivana Jelínka. Začal se zabývat vývojem české poezie od 2. poloviny 20. století a metodou „kdy na základě pochopení detailu v textu je možné porozumět významu celku“. Základním východiskem jeho další odborné činnosti se nakonec stalo zaměření na problematiku interpretace literárního díla.
Jeho texty jsou publikovány i v Bulharsku, Maďarsku, Německu, Rakousku, Polsku, Slovensku, Spojeném království i USA.

### Knihy – práce o literatuře
- 1994 – Česká poezie od 40. let do současnosti. Brno: Filozofická fakulta Masarykovy Univerzity (skriptum), 164 s. Společně s Z. Kožmínem.
- 1996 – Poezie poslední možnosti. Praha: Torst, 242 s. Soubor studií.
- 1998 – Na tvrdém loži z psího vína (Česká poezie od 40. let do současnosti – knižně přepracováno a rozšířeno s tit.). Brno: Jota–Books, 319 s. Společně se Z. Kožmínem.
- 2003 – Příběh je mrtev? (schizmata a dilemata moderní prózy). Brno: HOST, 300 s. Soubor studií. Téma knihy je stanoveno jako otázka, zda je ještě v moderní próze možný příběh? A pokud je možný, za jakou cenu?
- 2007 – Vyprávěj mi něco... (Jak si děti osvojují příběhy). Příbram: Pistorius & Olšanská, 72 s. Studie
- 2008 – Čteme? Obyvatelé České republiky a jejich vztah ke knize. Brno & Praha: HOST & Národní knihovna ČR, 208 s. Čteme? Co čteme? Kolik čteme? Kdy čteme? Tyhle a další otázky si Jiří Trávníček pokládá ve své knize. Zaměřuje se také na to, jak je to celkově s naší věrností ke knize jako nejstaršímu masovému médiu.
- 2011 – Čtenáři a internauti. Obyvatelé České republiky a jejich vztah ke čtení (2010). Brno & Praha: HOST & Národní knihovna ČR, 192 s. Výsledky druhého výzkumu zaměřující se na čtení a čtenáře v České republice. Kromě souhrnu statistických údajů o tom, kolik, jak často, co apod. čteme, autor také poukazuje na to, jak je čtenářstvo rozloženo, kteří z nás jsou tahouni a kteří naopak táhnou ostatní dolů.
- 2013 – Překnížkováno: Co čteme a kupujeme. Brno: HOST, 192 s. Jaká jsme čtenářská kultura? Silná, nebo slabá? Jsou stesky nad úpadkem čtení oprávněné, nebo jde jen o pohodlný kulturní katastrofismus? Kniha se zabývá těmito i dalšími otázkami, přičemž vychází z výsledků třetího statistického výzkumu čtenářů a čtení v České republice, který organizovala v roce 2013 Národní knihovna spolu s Ústavem pro českou literaturu AV ČR.
- 2013 – Knihy a jejich lidé: Čtenářské životopisy. Brno: HOST, 536 s. Každá z biografií sleduje nejen jejich individuální čtenářský vývoj (jaké knihy kdy četli, které byly ty iniciační, ke kterým se vracejí, které odvrhli, co je ovlivnilo), ale současně i jejich reflexi vlastní profese; v závěru pak dochází i na výhled do budoucna — jak bude vypadat čtenářská kultura (knihy, čtení, knihovny, knižní trh) za padesát let?
- 2017 – Česká čtenářská republika. Brno: HOST, 446 s. Kniha o současné české čtenářské kultuře vychází z anonymních čtenářských životopisů, které se nahrávaly v letech 2009—2015. Tyto výpovědi (celkem jich je 138) slouží jako základ pro trojí pohled na naše čtenářství.
- 2020 – Kulturní vetřelec: Dějiny čtení — kalendárium. Brno: HOST, 272 s. Čtení je kulturní vetřelec. Drtivou většinu svého času jsme jako lidstvo strávili mimo čtení.
- 2022 – Betty a my. O jednom českém kulturním fenoménu. Brno: HOST, 248 s. Proč zrovna Betty MacDonaldová, autorka knihy Vejce a já, dosáhla u českých čtenářů (dominantně čtenářek) takové popularity. Co ji způsobilo? A proč se tak děje zrovna v Česku, a ne jinde?

### Kulturní publicistika
- 2007 – Arnošt Goldflam: Několik historek ze života AG. Rozhovor s Petrem Štědroněm a Jiřím Trávníčkem. Brno: HOST, 240 s. Životopisně pojatý rozhovor. Arnošt Golfglam vypráví o dětství v 50. letech, o čase brněnské bohémy 60. let a o několika ze svých povolání.
- 2008 – Dušan Šlosar: Jaké hlavy, takový jazyk. Rozhovor o češtině a o životě vedli Jiří Trávníček a Jiří Voráč. Brno: HOST, 216 s. Rozhovor vedený s profesorem Šlosarem, zaměřující se na jeho dětství, studium a následná zaměstnání. Rozhovor s ním vedou dva jeho bývalí žáci.

### Účast v týmových pracích
- 1992 – Česká literatura 1945–1970. Interpretace vybraných děl. Praha: SPN.
- 1993 – Proměny subjektu. Sv. 1. Praha: ÚČL AV ČR.
- 1993 – Český Parnas. Vrcholy literatury 1970–1990. Praha: Galaxie.
- 1993 – Kapitoly z teorie literárního díla. Praha: Karolinum.
- 1994 – Proměny subjektu. Sv. 2. Praha: ÚČL AV ČR.
- 2000 – Dictionary of Literary Biography, sv. 232. Detroit: Gale.
- 2006 – Lexikon teorie literatury a kultury. Brno: HOST.
- 2008 – V souřadnicích volnosti. Praha: Academia.
- 2009 – Dictionary of Literary Biography, sv. 353. Detroit: Gale.
- 2011 – The Encyclopedia of the Novel. Oxford: Wiley-Blackwell.